# Georg Pfeiffer (Oberamtmann)
Georg Pfeiffer (* 21. Mai 1825 in Neckarbischofsheim; † 16. Februar 1900 in Illenau) war ein deutscher Verwaltungsbeamter.

## Leben
Georg Pfeiffer, Sohn eines Oberamtmanns, besuchte das Lyzeum in Karlsruhe. Anschließend studierte er von 1844 bis 1847 Rechtswissenschaften an der Ruprecht-Karls-Universität Heidelberg. 1845 wurde er Mitglied des Corps Suevia Heidelberg. 1850 wurde er Rechtspraktikant und 1854 Referendär. 1855 unternahm er eine halbjährige Studienreise nach Frankreich und England. 1856 wurde er Gehilfe beim Bezirksamt Heidelberg und 1859 beim Bezirksamt Kork. 1861 wurde Pfeiffer Amtmann und zweiter Beamter beim Stadtamt Mannheim und 1865 beim Bezirksamt Emmendingen. 1866 wurde er zum Oberamtmann und Amtsvorstand des Bezirksamts Neustadt ernannt. 1871 wechselte er als Amtsvorstand zum Bezirksamt Wiesloch und im Juni 1875 zum Bezirksamt Eppingen. Bereits nach acht Tagen im neuen Amt wurde er zur Wiederherstellung seiner Gesundheit in den einstweiligen Ruhestand versetzt, den er in Heidelberg und später in Aschaffenburg verbrachte.